# Tachytrechus flavitibialis
Tachytrechus flavitibialis är en tvåvingeart som först beskrevs av Van Duzee 1930.  Tachytrechus flavitibialis ingår i släktet Tachytrechus och familjen styltflugor.
Artens utbredningsområde är Arizona. Inga underarter finns listade i Catalogue of Life.